# Edward Stradling (5e baronnet)
Edward Stradling, 5e baronnet (11 avril 1672 - 5 avril 1735) est un propriétaire terrien et homme politique gallois  et un baronnet de la pairie d'Angleterre. 

## Biographie

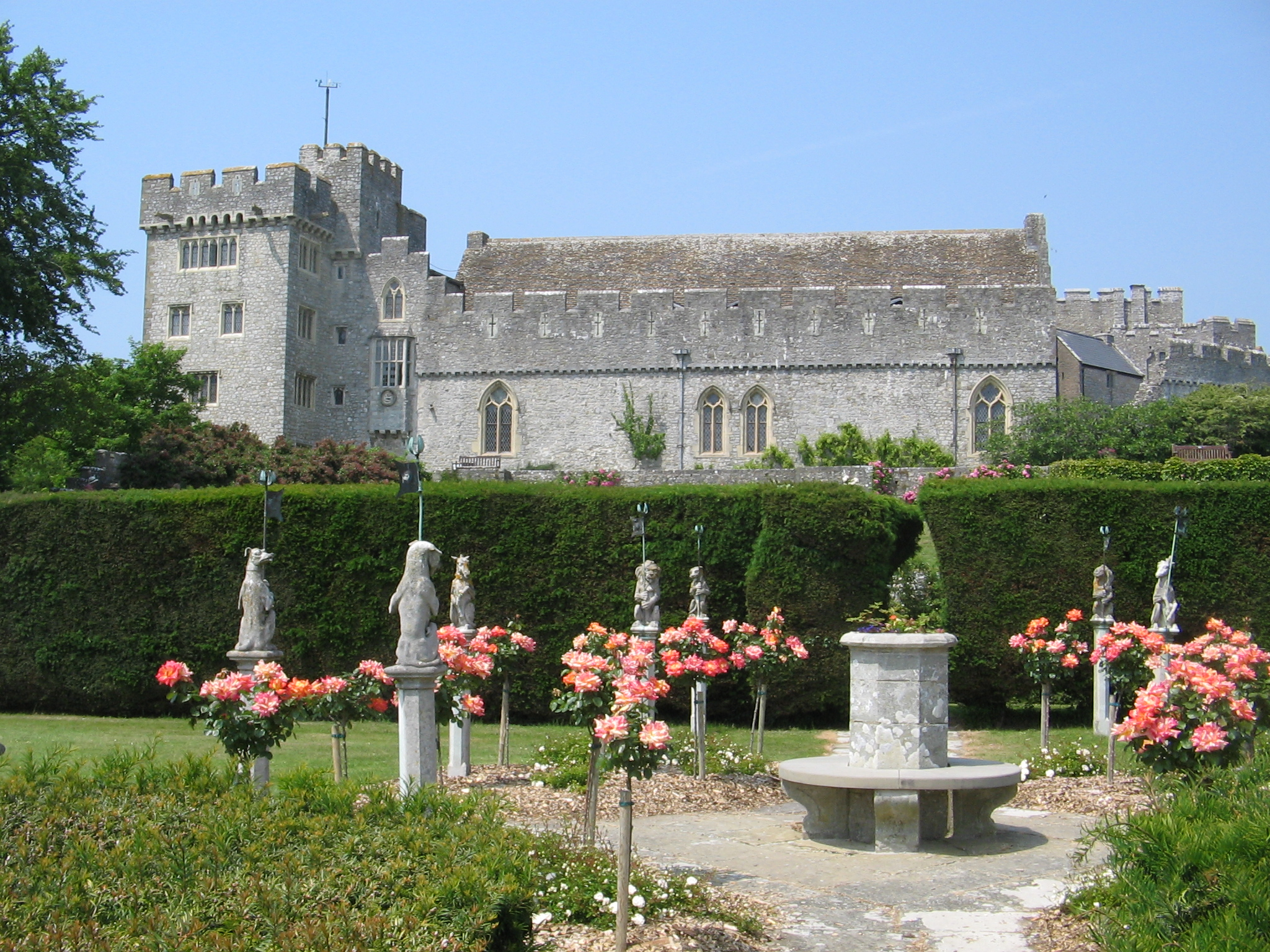
Le château de St Donat, le siège des Stradlings

Il est le fils aîné d'Edward Stradling, 4e baronnet du Château de Saint-Donat, Glamorganshire, et fait ses études à Christ Church, Oxford. Il succède à son père en 1685. 
Il est député pour Cardiff, en 1698, 1700-1701, 1710-1722 et Sheriff de Glamorgan, 1709-1710. 
Il meurt en 1735. Il épouse Elizabeth, fille d'Edward Mansel, 4e baronnet, député de Margam, Glamorganshire, avec qui il a deux fils. Son fils aîné, Edward, le précède dans la tombe en 1726, et son fils cadet et héritier, Thomas, est décédé dans des circonstances mystérieuses à Montpellier (France) en 1738, est le dernier Stradling de St Donat's. À la suite d’une entente entre Thomas Stradling et son ami, John Tyrwhitt, aux termes de laquelle chacun promet son héritage à l’autre en cas de décès, celui de St Donat passe aux Tyrwhitts. 